# Idiomarinaceae
Idiomarinaceae é uma família Gram-negativa e mesofílica da ordem de Alteromonadales. Bactérias da família Idiomarinaceae ocorrem em ambientes salinos.